# Golī Kand
Golī Kand (persiska: گلی کند) är en ort i Iran.   Den ligger i provinsen Östazarbaijan, i den nordvästra delen av landet, 500 km väster om huvudstaden Teheran. Golī Kand ligger 1 674 meter över havet och antalet invånare är 223.
Terrängen runt Golī Kand är platt åt nordväst, men åt sydost är den kuperad. Golī Kand ligger nere i en dal. Runt Golī Kand är det ganska glesbefolkat, med 22 invånare per kvadratkilometer. Närmaste större samhälle är Kharājū, 6,0 km nordost om Golī Kand. Trakten runt Golī Kand består i huvudsak av gräsmarker.